# Фолксщурм
Фолксщурм (на немски: Volkssturm) е национално опълчение, създадено от Нацистка Германия през последните месеци на Втората световна война. Разгърнато е не от Вермахта, а от Нацистката партия по заповед на Адолф Хитлер и официалното му съществуване е обявено на 16 октомври 1944 г., на 131 - вата годишнина от началото на Битката при Лайпциг В състава на опълчението влизат мъже, годни за военна служба, между 16 и 60 години, които все още не участват в никакво военно формирование. Фолксщурм е един от последните компоненти на тоталната война, обявена от Министъра на пропагандата Йозеф Гьобелс.

## Предистория
Традициите на народното опълчение в Германия берат своето начало от войните срещу Наполеон. Тогава идеолог на организацията на общонародното съпротивително движение става генерал Герхард фон Шарнхорст, имайки подкрепата на Карл фон Клаузевиц, Хайнрих Фридрих Карл Щайн и Август Нейдхарт фон Гнейзенау. В допълнение към армията се предлага да бъдат създадени Ландвер от мъжкото население между 18 и 40 години и Ландщурм от мъжкото население между 16 и 60 години, които не са част нито от Ландвера, нито от редовната войска. Тези формирования, извършващи партизански действия, оказват голяма помощ при освобождението на страната. Установяването на връзка с врага се е наказвало със смърт. Тези, които не изпълняват заповеди, са били лишавани от гражданските си права.

## Създаване
Фолксщурм е създаден по заповед на Адолф Хитлер от 18 октомври 1944 г. (на годишнината на Битката на народите) с цел мобилизация на цялото мъжко население на възраст от 16 до 60 години, които все още не са на военна служба. Към май 1945 г. са образувани около 700 батальона на Фолксщурм, като най-често срещаният размер на батальона е бил 642 души. Всеки регионален водач на нацистката партия (гаулайтер) е бил отговорен с предвождането, записването и организирането на Фолксщурм в неговия район. Това е така, защото за да е ефективна тази милиция, тя се нуждае не само от числена мощ, но и от фанатизъм.

## Структура и влияние
Най-голямото подразделение на Фолсщурм е батальона, който се състои от три роти, в които има по три взвода, които се делят на три отделения. Всичките членове на милицията се класифицират като войници, подчинени на армейския устав, в течение на целия срок на служба. Новобранците в тези военизирани подразделения са били длъжни да преминат кратка обучителна програма, като преподаватели им са били инструкторите от въоръжените сили. Очаквало се е, че такава подготовка ще е достатъчна, за да се научат за работа с винтовка, Панцерфауст, Панцершрек и ръчни гранати.
В някои случаи, членове на Фолксщурм демонстрират огромен кураж и воля за съпротива, понякога дори повече от войниците във Вермахта. Например, Фолксщурм батальона 25/235 започва с 400 души, но се бие докато не остават едва 10 души в него. В боевете при Кюстрин между 30 януари и 29 март 1945 г. Фолскщурм устояват в продължение на почти два месеца. Загубите им обаче са сравнително големи. В други случаи, особено на Западния фронт, войските на Фолксщурм захвърлят оръжията си и се разбягват хаотично.
Не всички Фолксщурм са суицидни в перспектива, докато войната отива към края си. Много от тях губят ентусиазма си за битка, когато става ясно, че Съюзниците ще спечелят, което ги ката да оставят оръжията си и да се предадат – било ги е страх от това да бъдат пленени от съюзническите сили и да са измъчвани или екзекутирани като партизани.

## Униформа
Отличителна особеност на Фолскщурм батальоните е лента на ръкава с надпис „Deutscher Volkssturm Wehrmacht“. Снабдяването на отрядите с униформи се извършва на остатъчен принцип. Бойците освен граждански дрехи са могли да носят стари униформи, сред които и такива от Първата световна война. Членовете на военизираните немски организации (NSDAP, SA, NSKK, NSFK, RAD и други), служещи във Фолксщурм, носят униформите на организациите, към които принадлежат. Старшините във Фолксщурм са основно членове на Нацистката партия и най-често носят партийни униформи.

## Въоръжение
При създаването на Фолсщурм за въоръжение на планираните 6710 батальона са нужни: 4 000 000 винтовки, 203 150 леки картченици, 25 660 средни картечници, 181 170 дулни гранатомети, 25 660 минохвъргачки, 5500 оръдия и 40 260 ръчни противотанкови гранатомети Панцершрек. Въпреки това се усеща известен недостиг на огнестрелни оръжия в Германия още преди началото на въоръжението на Фолксщурм. Във връзка с това се планира разработване и пускане в масово производство на различни опростени образци на огнестрелно оръжие, най-вече за въоръжение на Фолксщурм. В рамките на програмите за производство на такива образци към края на войната се пускат:
- Volkssturmgewehr 1-5 – самозареждаща се карабина с патрони 7.92×33 mm. Разработена е от компанията Gustloff Werke.

- Volkssturmkarabiner 98 (VK.98) – опростена версия на Karabiner 98k. Пуска се както в еднозаряден, така и в магазинен вариант. Разработена е от Mauser.[8]

- MP-3008 – картечен пистолет, представляващ копие на английския STEN. Създаден е през 1945 г. като евтин и прост за производството картечен пистолет.[8][9]

- Volkspistole – пистолет, разработен като евтин и прост за производството. Има сходство с пистолета Mauser HSc. Разработен е от Mauser.[8]

Също така значителна част от въоръжението представляват трофейни съветски, датски, френски и италиански винтовки. Например Carcano M1891 е нейните модификации са най-разпространените италиански винтовки във Фолксщурм.
Добре въоръжените подразделения на Фолксщурм отбраняват района на Роминтер Хайде, ловното стопанство на Гьоринг, по чието разпореждане дадените батальони са въоръжение от собствения запас на Луфтвафе.

## Участие в бойни действия
През есента на 1944 г. към Източния фронт са насочени до сто батальона, а на Западния – до петдесет батальона на Фолксщурм. След това количеството им нараства (към април 1945 г. само в Берлин се намират до двеста батальона). Бойците на милицията участват в боевете при Кьонигсберг, Силезия, Унгария, Одра, Бреслау както и при отбраната на Берлин. В битката за Берлин, членове на Фолксщурм (основно момчета от 13 до 18 години и стари хора) са използвани от германското висше командване като последен отчаян опит да се защити столицата. Фолксщурм в Берлин разполага с 60 000 души в 92 батальона.

## Известни хора, служили във Фолксщурм
- Ото Дикс – немски художник;
- Мартин Хайдегер – немски философ.